# Jura (kanton)
Jura (fr. Jura, niem. Jura, rm. Giura, wł. Giura) – kanton w północno-zachodniej Szwajcarii. Został utworzony w 1979 roku poprzez odłączenie francuskojęzycznego, katolickiego obszaru od kantonu Berno, natomiast jego protestancka część pozostała w kantonie Berno. Siedziba administracyjna kantonu znajduje się w mieście Delémont.

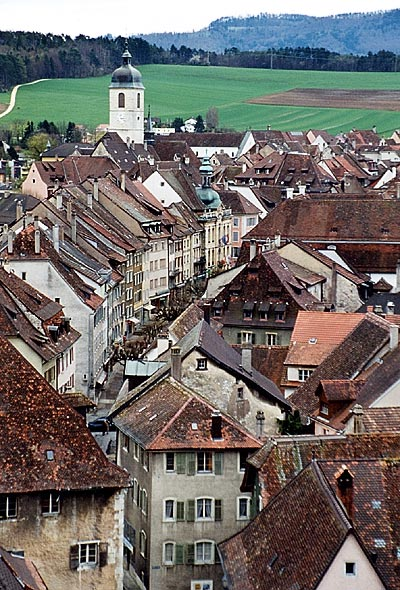
Stare miasto w Porrentruy

## Demografia
Językiem urzędowym kantonu jest język francuski. Językami z najwyższym odsetkiem użytkowników są (2012):
- język francuski – 91,8%,
- język niemiecki – 7,2%,
- język włoski – 2,9%[1].

Jedyna gmina niemieckojęzyczna kantonu to Ederswiler.

## Podział administracyjny
Kanton podzielony jest na trzy okręgi (district; Bezirk), w skład których wchodzi 51 gmin (commune; Gemeinde):
1. Delémont, 38.954 mieszkańców, 303,18 km², w skład którego wchodzi 19 gmin
2. Franches-Montagnes, 10.479 mieszkańców, 200,23 km², w skład którego wchodzi dwanaście gmin
3. Porrentruy, 24.276 mieszkańców, 335,10 km², w skład którego wchodzi 20 gmin.